# Top Gear (serie)
Top Gear es una serie de videojuegos de carreras publicados por Kemco.

## Juegos

### Consolas de sobremesa
- Top Gear (SNES, 1992)
- Top Gear 2 (SNES, 1993)
- Top Gear 3000 (SNES, 1995)
- Top Gear Rally (N64, 1997)
- Top Gear Overdrive (N64, 1998)
- Top Gear Rally 2 (N64, 1999)
- Top Gear Hyper Bike (N64, 2000)
- Top Gear: Dare Devil (PS2, 2000)
- RPM Tuning (PS2, 2004)

### Consolas portátiles
- Top Gear Pocket (GBC, 1999)
- Top Gear Pocket 2 (GBC, 2000)
- Top Gear GT Championship (GBA, 2001)
- Top Gear Rally (GBA, 2003)
- Top Gear: Downforce (DS, 2007)[1][2][3]